# Girgis al-Makin ibn al-Amid
Jirjis ibn al-Amid, conegut en àrab pel sobrenom aix-Xaykh al-Makín i a Europa com Georges Elmacin —en àrab جرجس بن العميد الشيخ المكين, Jirjis ibn as-ʿAmīd ax-Xayẖ al-Makīn— fou un historiador egipci copte en llengua àrab. Fou autor de l'obra coneguda com a Història, tot i que el seu títol literal és Al-majmú al-mabàrak. En ella hi relata la història del món des de la Creació fins a l'any 1260. Fou la primera crònica oriental històrica a ser coneguda a Europa.